# Eszténa
Az Eszténa magyar eredetű női név, Krúdy Gyula névalkotása Az útitárs című regényében.

## Gyakorisága
Az 1990-es években szórványos név, a 2000-es években nem szerepel a 100 leggyakoribb női név között.

## Névnapok
ajánlott névnap
- július 15.[2]
- július 19.[2]